# E-mah
E-mah, Emah (sum. é.mah, tłum. „wzniosły dom”) – jedna z drugorzędnych świątyń babilońskich, poświęcona kultowi bogini Ninmah. Zlokalizowana została podczas prac archeologicznych w Babilonie.
Świątynia została zbudowana na planie prostokąta o bokach około 50 m długości i około 36 m szerokości. Orientowana była według zwyczajów mezopotamskich na półstrony świata z południowego zachodu na północny wschód. Ściany świątyni zostały zbudowane z niewypalonej gliny i miały ozdobne nisze i występy. 
Wejście do świątyni mieściło się na jednym krótszym boku. W odległości od drzwi na zewnątrz świątyni stał ołtarz ofiarny. Przed drzwiami znajdowała się brama w stylu asyryjskim, prowadząca na dziedziniec. Umieszczona była jednak w ten sposób, by przy otwartych drzwiach świątyni nie było możliwości zajrzenia do sanktuarium. Lewa strona bramy była połączona z pomieszczeniem odźwiernych.
Na dziedzińcu znajdowała się studnia z wodą przeznaczoną do ceremonii składania ofiar. Na prawo od dziedzińca mieściły się długie i wąskie mieszkania kapłanów oraz pomieszczenia składowe z przedmiotami kultu. Zabudowania po lewej stronie dziedzińca były odzwierciedleniem przeciwnej strony z tą różnicą, że przy ścianie świątyni znajdował się wąski korytarz.
Dziedziniec prowadził do antecelli, za którą znajdowała się cella z podium dla posągu bóstwa. Za ścianą z podwyższeniem dla bóstwa mieścił się długi korytarz, którego przeznaczenia do końca nie ustalono. Według jednej z hipotez stanowił on element systemu obrony. Gdy po oblężeniu wrogowie przedostawali się wewnątrz, w korytarzu trafiali na zasadzkę uzbrojonych obrońców. Według drugiej teorii korytarz miał połączenie z cellą. W ten sposób kapłani mogli pozorować działania bóstwa.
Z zachowanych inskrypcji wiadomo, że prace budowlane przy świątyni tej prowadzili Aszurbanipal (669-631 p.n.e.) i Nabuchodonozor II (ok. 605-562 p.n.e.).